# Ilverich
Ilverich is een plaats in de Duitse gemeente Meerbusch, deelstaat Noordrijn-Westfalen, en telt 669 inwoners (2006).
Tot 31 december 1969 was Ilverich een half-zelfstandige gemeente, die deel was van het zogenoemde Amt Lank. Op 1 januari 1970 werd het Amt Lank (met de deelgemeenten Lank-Latum, Strümp, Ilverich, Ossum-Bösinghoven, Langst-Kierst en Nierst) samen met de gemeenten Osterath en Büderich door gemeentelijke herindeling opgeheven en samengevoegd tot de nieuwe gemeente Stadt Meerbusch.
De gemeente Stadt Meerbusch hoort bij het district Rhein-Kreis Neuss.